# Балка Вовча (ентомологічний заказник)
Балка Вовча — ентомологічний заказник місцевого значення. Об'єкт розташований на території Бердянського району Запорізької області, в межах земель ДП «Бердянське лісове господарство».
Площа — 69 га, статус отриманий у 1982 році.
Охороняється цілинна балка з лучно-степовою рослинністю. Балка простягається зі сходу на захід та впадає у річку Берду. Схили балки мають невелику крутизну (12-15 градусів). Межі балки обсаджені хвойними та листяними деревами.
На території балки мешкають лисиця, тхір, бабак та заєць сірий. Назва балки походить від численної у минулому популяції вовків. 